# Совић
Совић (мкд. Совиќ) је насеље у Северној Македонији, у јужном делу државе. Совић припада општини Новаци.

## Географија
Насеље Совић је смештено у крајње јужном делу Северне Македоније, близу државне границе са Грчком (1 km јужно од насеља). Од најближег већег града, Битоља, насеље је удаљено 40 km југоисточно.
Совић се налази у крајње југоисточном делу Пелагоније, највеће висоравни Северне Македоније. Насељски атар обухвата западне падине планине Ниџе, са погледом на пелагонско поље ка западу. Надморска висина насеља је приближно 1.070 метара.
Клима у насељу је планинска због знатне надморске висине.

## Становништво
Совић је према последњем попису из 2002. године био без становника. 
Претежно становништво по последњем попису били су етнички Македонци.
Већинска вероисповест било је православље.